# Ferdinand Jan Kinský
Ferdinand Jan Nepomuk Josef kníže Kinský z Vchynic a Tetova (německy Ferdinand Johann Nepomuk Joseph Fürst Kinsky von Wchinitz und Tettau; 4. prosince 1781 Vídeň – 3. listopadu 1812 Veltrusy) byl český šlechtic a císařský důstojník.

## Život
Byl synem knížete Josefa Arnošta (1751–1798) a jeho ženy Marie Rosálie hraběnky Harrachové (1758–1814). Když ve svých 17 letech ztratil otce, stal se knížetem a majorátním pánem.
Vpád Francouzů v roce 1809 jej vedl ke vstupu do Landsturmu (zeměbrany) v hodnosti hejtmana (kapitán pěchoty). Jím vedený batalion dostal jméno „Legie arcivévody Karla“ a byl přidělen k jednotkám operujícím v Bavorsku.

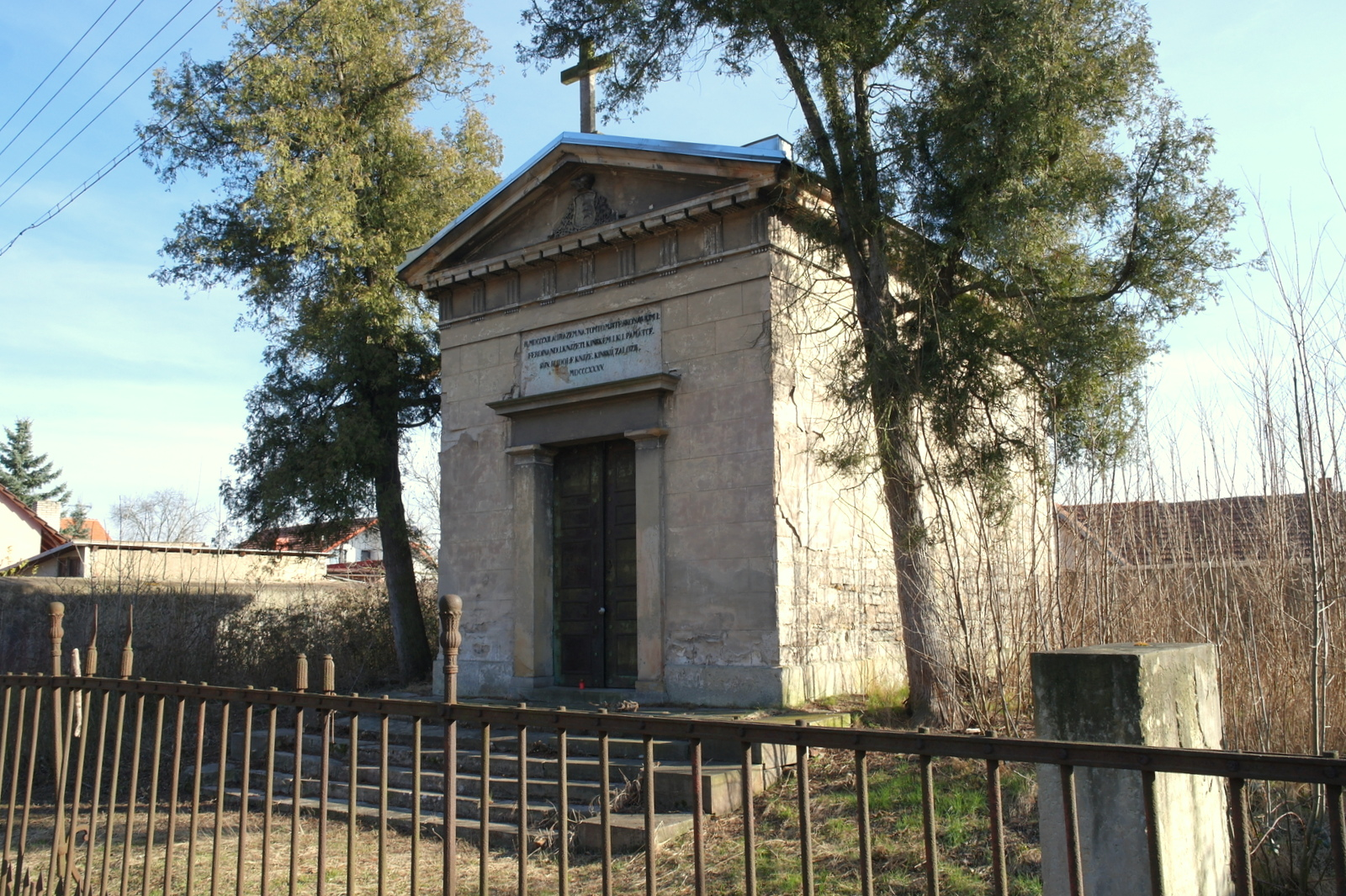
Pohřební kaple sv. Kříže ve Veltrusích, zbudovaná na místě, kde se kníže zabil

Vyznamenal se v bitvách u Řezna, Aspern, kdy jej arcivévoda Karel na bojišti u Aspern vyznamenal vojenským řádem Marie Terezie, a v bitvě u Wagramu. Pak následovalo povýšení do hodnosti podplukovníka. V roce 1811 nastoupil ke Schwarzenberským Hulánům a byl povýšen do hodnosti plukovníka.
Kníže Ferdinand byl spolu s Josefem Františkem Maxmiliánem z Lobkovic a arcivévodou Rudolfem velkým mecenášem Ludwiga van Beethovena, kterému v roce 1809 přiznali doživotní rentu.
Kníže Ferdinand Jan zemřel v roce 1812 ve věku pouhých 30 let, když při obhlídce statků utrpěl smrtelná zranění po pádu z koně.

## Rodina
Z manželství, které uzavřel v Praze 8. června 1801 s baronkou Marií Karolínou von Kerpen (4. 3. 1782 Koblenz – 11. 2. 1841 Vídeň), vzešli tři synové. Druhý syn zemřel v dětství.
- 1. Rudolf (30. 3. 1802 Praha – 27. 1. 1836 Linec), manž. 1825 Vilemína Alžběta z Colloredo-Mannsfeldu (20. 7. 1804 Vídeň – 3. 12. 1871 Heřmanův Městec)[2]

- 2. Heřman (21. 11. 1803 Praha – 25. 10. 1806 Vídeň)[3]
- 3. Josef Ervín (25. 10. 1806 Vídeň – 17. 7. 1862 Kostelec nad Orlicí), manž. 1828 Marie Henrietta Černínová (12. 8. 1806 Praha – 20. 12. 1872 Kostelec nad Orlicí)[2]

Jeho švagry byli nejvyšší purkrabí František Antonín Kolovrat a kníže Anton Isidor z Lobkowicz.